# Kallie Knoetze
Kallie Knoetze (* 24. April 1953 in Pretoria, Südafrika als Nikolaas Jacobus Knoetze) ist ein ehemaliger südafrikanischer Schwergewichtsboxer.

## Amateur
Als Amateur boxte Knoetze insgesamt sechs Mal gegen seinen Landsmann und späteren WBA-Weltmeister im Schwergewicht Gerrie Coetzee und konnte drei Siege verbuchen.

## Profikarriere
Seine ersten sechs Profikämpfe konnte der sehr schlagstarke Knoetze alle vorzeitig gewinnen. In seinem siebten Kampf wurde er gegen den Argentinier Reinaldo Raul Gorosito in Runde fünf disqualifiziert und musste somit seine erste Profiniederlage hinnehmen. Im nächsten Kampf traf er auf den ungeschlagenen Gerrie Coetzee, der zu diesem Zeitpunkt erst 13 Profikämpfe hatte und bei den Amateuren als sein Dauergegner galt. Knoetze musste sich nach 10 Runden nach Punkten geschlagen geben.
Im darauffolgenden Jahr schlug er Reinaldo Raul Gorosito nach Punkten, gegen den er ein Jahr zuvor durch Disqualifikation verloren hatte (Gorosito war zugleich der Einzige, den Knoetze nach Punkten schlug, alle anderen Kämpfe, die er gewann, gewann er durch K. o.), und besiegte den Briten Richard Dunn durch K. o. in Runde 5. In seinem nächsten Kampf schlug er den Panamerika-Meister von 1971 und Stevenson- und Holmes-Bezwinger Duane Bobick (Bilanz 40-1-0) in der 3. Runde k. o.
Im Jahr 1979 schlug er Bill Sharkey schwer k. o. und musste gegen John Tate, der sich in seinem nächsten Fight über den ungeschlagenen Gerrie Cotzee den Weltmeister der WBA sichern konnte, seine erste K.-o.-Niederlage einstecken. Diese Pleite gegen Tate war sehr bitter und warf ihn weit zurück; er konnte nie mehr an frühere Leistungen anknüpfen und kassierte noch insgesamt drei weitere Niederlagen durch K. o., darunter auch sein letzter Kampf.

## Filme
Zwischen 1979 und 1982 wirkte Kallie Knoetze in insgesamt vier Filmen mit. Sein bekanntester war Der Bomber mit Bud Spencer.